# 경상남도함안교육지원청
경상남도함안교육지원청(慶尙南道咸安敎育支援廳, Haman Office of Education)은 경상남도 함안군의 교육을 담당하기 위해 경상남도교육청 산하에 설치된 교육지원청이다.
교육장은 장학관으로 보한다.

## 연혁
- 1952년 6월 4일 함안교육위원회 발족
- 1964년 1월 1일 시도단위 자치제 의무교육기관 관장(교육자치제 부활)
- 2010년 9월 1일 경상남도함안교육지원청으로 개칭

## 조직

### 교육지원과
- 교육과정담당
- 교육지원담당
- 평생·체육담당
- 보건·급식담당

### 행정지원과
- 행정지원담당
- 교육재정담당
- 교육협력담당
- 시설지원담당

## 부속기관
- 특수교육지원센터
- 함안Wee센터
- 함안영재교육원

## 관내학교

### 유치원
- 함안유치원

### 초등학교
| - 가야초등학교 - 군북초등학교 - 대산초등학교 - 문암초등학교 - 법수초등학교 | - 산인초등학교 - 아라초등학교 - 예곡초등학교 - 외암초등학교 - 월촌초등학교 | - 유원초등학교 - 중앙초등학교 - 칠북초등학교 - 이령분교 - 칠서초등학교 - 이룡분교 | - 칠원초등학교 - 함안초등학교 - 호암초등학교 |

### 중학교
| - 군북중학교 - 대산중학교 - 법수중학교 | - 칠성중학교 - 칠원중학교 - 함성중학교 | - 함안여자중학교 - 함안중학교 - 호암중학교 |